# 八王子市歯科医師フッ化水素酸誤塗布事故
八王子市歯科医師フッ化水素酸誤塗布事故（はちおうじししかいしフッかすいそさんごとふじこ）とは、1982年（昭和57年）4月20日に東京都八王子市にある歯科医院で発生した医療事故である。歯科医師が虫歯予防のために来院していた女児に対し、歯科治療用のフッ化ナトリウム（NaF）と間違えて歯科技工用かつ毒物のフッ化水素酸（HF）を歯に塗布したことにより死亡させた。
本事故後、当該歯科医師が業務上過失致死罪で在宅起訴され、1983年（昭和58年）2月24日、禁錮1年6ヶ月、執行猶予4年の有罪判決を受けた。さらに、歯科医師と妻は責任を全面的に認め、慰謝料を支払うことで示談が成立した。
フッ化水素酸は工業用途としては非常に重要なものではある一方、酸としてはそれほど強力でない。しかし、フッ化物イオンがカルシウムやマグネシウムと結合して全身症状を起こすなど、人体にとっては有害な物質である。

## 経緯
1982年（昭和57年）3月19日、八王子市内にある歯科医院の院長である歯科医師X（当時69歳）は、虫歯予防薬であるフッ化ナトリウムの残りが少なくなったため、助手である妻Y（当時59歳）にそれを注文するように依頼した。薬学知識を持っていないYは、フッ化ナトリウムのつもりで「フッ素」と略して注文用紙に記入したが、注文を受けた市内の歯科材料会社は、「フッ素」＝「（毒物である）フッ化水素酸」と解釈し、その日に同院へ配達した（歯科医師業界では「フッ素＝フッ化ナトリウム」を指すが、医薬品業界では「フッ素＝フッ化水素酸」を指す）。
その際、毒物及び劇物取締法に基づき、「フッ化水素酸」の受領書への押印を求められたが、Yはその違いに特に疑問を抱くこともなく印鑑を押して瓶を受け取り、その瓶を診療室の薬棚に入れた（「フッ化ナトリウム」は、受領書の手続きは不要）。Xも、従来使用していたものとは瓶の大きさやラベルが違うことに気付いたが（容器の外側にはしっかりと「フッ化水素酸」と表示されていた）、前年の年末に取引を始めた新しい業者から納入されたもののため、違うメーカーの「フッ化ナトリウム」が届けられたと誤解し、使用しやすいように従来使用していた「フッ化ナトリウム」の瓶に移し替えた。
4月20日午後3時40分頃、市内に住む女児（当時3歳）とその母親（当時33歳）が、虫歯予防のためのフッ化ナトリウムを塗布してもらうために、同院に訪れた。Xは、「八王子ではフッ素（フッ化ナトリウム）の塗布が義務付けられている」といい、「フッ化ナトリウム」と思い込んだまま「フッ化水素酸」を脱脂綿にしみこませ、女児の歯に塗布した。その直後、女児は口から白煙のようなものと臙脂色の唾液を出し、「からい」と訴えて仰け反った（フッ化ナトリウムは本来無味無臭）。「フッ化ナトリウムだとすれば異常な暴れ方」であるにも関わらず、Xは「フッ化ナトリウム」だと思い込んだまま「フッ化水素酸」の塗布作業を続行した。Xの指示で、女児の母親と同院の助手の女性が女児の体を押さえつけ、再び液体を塗布したが、女児は「ぎゃあ」と悲鳴を上げ、体が宙に舞うほど暴れだし、助手と母親の腕を跳ね除けて、診察台から転がり落ちた。。「あつい、いたい」と腹痛を訴えて泣き叫び床を転げ回る女児を母親が抱き上げると、口の周りが出血を伴いながら真っ赤にただれていた。Xは、初めての反応に対して特異体質によるものだと判断し、強心剤を注射した上で119番通報した。しかしまもなく女児は意識を失い、救急車で近所の病院に搬送されたものの、症状が重篤であるため東京医科大学八王子医療センターに転送されたが、同日午後6時過ぎに死亡した。
Xが救急車に同乗し医療センターに向かっている間、Yは女児の異常な暴れ方に違和感を持ち、女児の歯に塗布した薬品を自分の歯につけたところ、強い刺激を感じ歯茎が荒れたため、うがいをして吐き出し、ようやく薬を間違えたことに気付いた。Yは、証拠隠滅のためにXに無断で容器などを洗い自宅の焼却炉で焼却処分した。しかし、同日に家宅捜索した八王子警察署によって診療室内の薬品や焼却炉内の灰が押収されている。
4月21日、司法解剖により口の周りの皮膚がただれているなどの急性毒物中毒と考えられる特徴が確認された。同日午後9時頃、女児の通夜の席で遺族から激しく責任を追及されたXは、高血圧性脳症を起こし倒れた。
4月23日、警視庁科学捜査研究所が治療時の容器などを分析した結果、フッ化水素酸が検出された。
9月28日、東京地方検察庁八王子支部はXを業務上過失致死で起訴した。
1983年（昭和58年）2月8日、Xが治療ミスを全面的に認め、3850万円の慰謝料を支払うことで遺族との示談が成立した。
2月24日、Xは東京地方裁判所八王子支部で業務上過失致死罪により、禁錮1年6ヶ月、執行猶予4年の有罪判決を受け、この第一審判決が確定した。

## 裁判例
- 東京地方裁判所八王子支部判決、昭和58年2月24日、昭和57年（わ）第1222号、『業務上過失致死被告事件』、判例タイムズ678号60頁[11]。

## 参考資料
- 飯田英男「刑事医療過誤訴訟 ――その後の動向―― （昭和五一年一〇月～昭和六二年一〇月 全一六件）」『判例タイムズ』第678号、判例タイムズ社、1988年12月15日、41-72頁、NAID 40003208071。